# 3-甲基苯甲醚
3-甲基苯甲醚是一种有机化合物，化学式为C8H10O。它可由3-甲基苯酚和碳酸二甲酯在十羰基二锰催化反应制得。它和NBS在乙腈中于室温反应，可以得到4-溴-3-甲基苯甲醚；而在四氯化碳中光照回流，得到的主产物为3-甲氧基溴化苄。碘-氧化汞在二氯甲烷中，或NIS-TFA在乙腈中对其碘化，可以得到4-碘-3-甲基苯甲醚。